# Le Poiré-sur-Vie
Le Poiré-sur-Vie település Franciaországban, Vendée megyében. Lakosainak száma 8637 fő (2022. január 1.). Le Poiré-sur-Vie Aizenay, Beaufou, Bellevigny, La Chapelle-Palluau, Dompierre-sur-Yon, La Génétouze, Mouilleron-le-Captif és Palluau községekkel határos.

## Népesség
A település népességének változása:
| Lakosok száma | 8298 | 8414 | 8716 | 8509 | 8530 | 8596 | 8616 | 8626 | 8637 |
|               | 2013 | 2015 | 2016 | 2017 | 2018 | 2019 | 2020 | 2021 | 2022 |